# 谢尔盖·盖杜克维奇

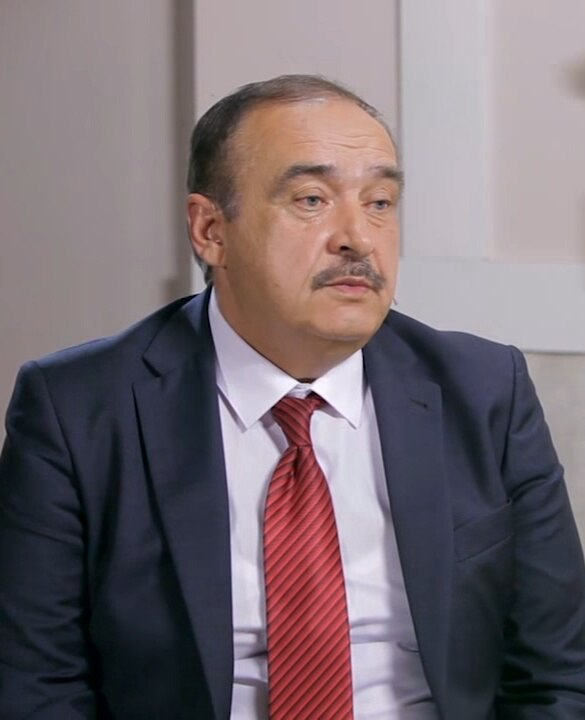
谢尔盖·盖杜克维奇

谢尔盖·瓦西里耶维奇·盖杜克维奇（1954年9月8日—）白俄罗斯政治家，曾在2001年、2006年和2015年的白俄罗斯总统选举中担任自由民主党候选人，均被亚历山大·卢卡申科击败。1995年到2019年9月，担任自由民主党主席，之后他的儿子奥列格·盖杜克维奇继任。自由民主党第二十次代表大会上，获得名誉主席的头衔。盖杜克维奇曾接受高等军事教育，后在武装部队中担任军官，后来在政府中从事和军队相关的工作。